# Décès en 1934
Décès
- 1930
- 1931
- 1932
- 1933
- 1934
- 1935
- 1936
- 1937
- 1938

Cet article présente une liste de personnalités mortes au cours de l'année 1934.

Les mois de l'année font également l'objet de listes spécifiques :

## Décès par mois

### Inconnu
- Tullio Allegra, peintre italien (° 1862).
- Joseph Giavarini, sculpteur d'art brut suisse (° 1877).
- Loÿs Prat, peintre français (° 6 octobre 1879).
- Carlotta Sacchetti, peintre italienne (° 1862).
- Tommaso Francesco Testa, peintre italien (° 1867).

### Janvier
- 3 janvier :
  - José Tragó, compositeur et pédagogue espagnol (° 25 septembre 1857).
  - Cesare Saccaggi, peintre italien (° 7 février 1868).
- 6 janvier : Emmanuel Gondouin, peintre cubiste français (° 29 janvier 1883).
- 9 janvier : Pierre Georges Jeanniot, peintre, illustrateur et graveur français (° 2 juillet 1848).
- 10 janvier :
  - Ilse Heller-Lazard, peintre germano-suisse (° 3 août 1884).
  - Marinus van der Lubbe, incendiaire supposé du Reichstag (° 13 janvier 1909).
- 12 janvier : Alice Desca, lithographe, graveuse et peintre française (° 23 février 1868),
- 18 janvier : Otakar Ševčík, violoniste et compositeur austro-hongrois puis tchécoslovaque (° 22 mars 1852),
- 19 janvier : Armand Parent, violoniste et compositeur belge (° 5 février 1863).
- 28 janvier : Armand Rassenfosse, peintre et lithographe belge (° 6 août 1862).
- 31 janvier : Duncan Sommerville, mathématicien, astronome et peintre néo-zélandais (° 24 novembre 1879).

### Février
- 9 février : Henri Van Dyck, peintre belge (°25 mars 1849).
- 16 février : Roberto Ferruzzi, peintre italien (°16 décembre 1853).
- 17 février : Albert Ier de Belgique, troisième roi des Belges (° 8 avril 1875).
- 19 février : Emmanuel Aladjalov, peintre russe puis soviétique (° 8 juin 1862).
- 23 février : Edward Elgar, musicien anglais (° 2 juin 1857).
- 24 février : Gavril Zanetov, avocat, historien, publiciste et critique littéraire bulgare (° 1863).
- 27 février : Berthe Art, peintre belge (° 26 décembre 1857).

### Mars
- 3 mars : Norman O'Neill, compositeur et chef d'orchestre irlandais (° 14 mars 1875).
- 5 mars : Jules Wengel, peintre d'origine allemande naturalisé français (° 30 mai 1865).
- 9 mars : Louis Hista, peintre français (° 5 janvier 1851).
- 12 mars :
  - James Durkin, acteur et réalisateur canadien et américain de théâtre et de cinéma (° 21 mai 1876).
  - Marie Tonoir, peintre française (° 25 août 1860).
- 15 mars : Cesare Ferro Milone, peintre italien (° 18 avril 1880).
- 18 mars : Božena Viková-Kunětická, femme politique, journaliste, femme de lettres et féministe tchèque (° 30 juillet 1862).
- 21 mars : Nicanor Abelardo, compositeur philippin (° 7 février 1893).
- 26 mars : Joseph Coront, peintre français (° 19 avril 1859).
- 28 mars : Joseph-Émile Millochau, peintre français (° 18 novembre 1856).
- 31 mars : Riccardo Pellegrini, peintre italien (° 1863).

### Avril
- 4 avril : John Francis Dillon, acteur et réalisateur américain (° 13 juillet 1884).
- 7 avril : Karl von Einem, officier supérieur allemand (° 1er janvier 1853).
- 10 avril : Theodore Douglas Robinson, homme politique américain (° 28 mars 1883).
- 11 avril : Gerald du Maurier, acteur de théâtre et scénariste britannique (° 26 mars 1873).
- 17 avril :
  - Frank S. Cahill, homme politique fédéral provenant du Québec (° 27 janvier 1876).
  - Antons Austriņš, écrivain et poète letton (° 31 janvier 1884).
- 21 avril : Gustave Bord, historien de la Révolution et essayiste français (° 26 janvier 1852).
- 24 avril :
  - Émile Chautard, acteur et réalisateur américain d'origine française (° 7 septembre 1864).
  - Léopold Gottlieb, peintre polonais (° 1883).

### Mai
- 6 mai : Henri Aurrens, peintre, illustrateur et caricaturiste français (° 1873).
- 7 mai : Manuel Solé, footballeur espagnol et cofondateur du FC Barcelone (° 26 décembre 1872).
- 10 mai :
  - Hubert Krains, écrivain belge et militant wallon (° 30 novembre 1862).
  - Viatcheslav Menjinski, homme politique russe puis soviétique d'origine polonaise (° 31 août 1874).
- 11 mai : Blaise Diagne, homme politique sénégalais (° 13 octobre 1872).
- 13 mai : Ángel Gallardo, ingénieur civil et homme politique argentin (° 19 novembre 1867).
- 14 mai : Tivadar Bódy, homme politique hongrois (° 2 juin 1868).
- 19 mai : Émile Pierre Ratez, compositeur et altiste français (° 5 novembre 1851).
- 22 mai : Howard Russell Butler, scientifique, juriste et peintre américain (° 3 mars 1856).
- 23 mai :
  - Clyde Barrow, gangster américain (° 24 mars 1909).
  - Zdenka Braunerová,  peintre austro-hongroise puis tchécoslovaque (° 9 avril 1858).
  - Frank Lascelles, sculpteur et acteur britannique (° 30 juillet 1875).
  - Bonnie Parker, criminelle américain (° 1er octobre 1910).
- 24 mai :
  - Clark Comstock, acteur américain (° 7 janvier 1882).
  - Charles Léandre, illustrateur, lithographe, caricaturiste, dessinateur, sculpteur et peintre français (° 22 juillet 1862).
- 25 mai : Gustav Holst, compositeur et tromboniste britannique (° 21 septembre 1874).
- 26 mai : Maurice Lefebvre-Lourdet, peintre, dessinateur, illustrateur et affichiste français (° 8 avril 1860).
- 29 mai : Augusto Pestana, ingénieur et homme politique brésilien (° 22 mai 1868).
- 31 mai : Lew Cody, acteur américain (° 22 février 1884).

### Juin
- 2 juin : Jean-Baptiste Bassoul, peintre français (° 15 mars 1875).
- 7 juin : Juan Uriach, footballeur espagnol (° 4 mars 1896).
- 11 juin : Ester Almqvist, peintre suédoise (° 3 novembre 1869).
- 13 juin :  Joni Mataitini, chef autochtone fidjien (° 13 avril 1865).
- 14 juin : Jacob Balgley, peintre et graveur russe (° 7 mars 1891).
- 15 juin : Alfred Bruneau, compositeur et chef d'orchestre français (° 3 mars 1857).
- 26 juin : Nathaniel Lord Britton, botaniste américain (° 15 janvier 1859).

### Juillet
- 1er juillet : Jules Monge, peintre français (° 26 décembre 1855).
- 4 juillet : Marie Skłodowska-Curie, physicienne et chimiste polonaise naturalisée française (° 7 novembre 1867).
- 6 juillet : Alec B. Francis,  acteur du cinéma muet britannique (° 2 décembre 1867).
- 9 juillet : Otakar Zich, compositeur et esthéticien tchèque (° 25 mars 1879).
- 15 juillet : Jules Renkin, avocat et homme politique belge (° 3 décembre 1862).
- 20 juillet : Padre Cícero, prêtre catholique dissident brésilien (° 24 mars 1844).
- 25 juillet : Nestor Makhno, anarchiste ukrainien (° 26 octobre 1888).
- 25 juillet : François Coty, parfumeur français (° 3 mai 1874).
- 26 juillet :
  - Rudolf Maister, militaire, poète et peintre austro-hongrois puis yougoslave (° 29 mars 1874).
  - Édouard Rosset-Granger, peintre de genre et de portrait français (° 9 juillet 1853).
- 28 juillet : Leopold Pilichowski, peintre polonais (° 23 mars 1869).
- 29 juillet :
  - Pierre Comba, peintre français (° 1er septembre 1859).
  - Kume Keiichirō, peintre japonais (° 11 septembre 1866).
- 31 juillet : Émile Schuffenecker, peintre postimpressionniste français (° 8 décembre 1851).

### Août
- 2 août : Paul von Hindenburg, militaire et homme politique allemand, maréchal, président de l'Allemagne de 1925 à 1934 (° 2 octobre 1847).
- 4 août :
  - Charles Sénard, peintre, graveur et illustrateur français (° 17 août 1878).
  - Trybalski, peintre roumain (° 2 janvier 1863).
- 11 août : Kalitha Dorothy Fox, compositrice anglaise (° 1894).
- 13 août : Ignacio Sánchez Mejías, matador espagnol (° 6 juin 1891).
- 17 août :
  - Alexandre Borissov, peintre, écrivain et explorateur des régions polaires russe puis soviétique (° 14 novembre 1866).
  - Gudmund Stenersen, peintre et illustrateur norvégien (° 18 août 1863).
- 23 août : Léon Boudal, homme d'église et peintre français (° 23 janvier 1858).

### Septembre
- 2 septembre : Georges Charlet, graveur au burin, peintre et céramiste animalier français (° 24 mars 1860).
- 5 septembre : Sidney Myer, homme d'affaires australien (° 8 février 1878).
- 9 septembre : Juozas Naujalis, compositeur, organiste et chef de chœur lituanien (° 9 avril 1869).
- 11 septembre : François Barraud, peintre, dessinateur graveur et sculpteur suisse (° 14 novembre 1899).
- 27 septembre : Paul Albert Laurens, peintre français (° 18 janvier 1870).

### Octobre
- 3 octobre : Henri Marteau, violoniste virtuose et compositeur d'origine française naturalisé suédois (° 31 mars 1874).
- 5 octobre : Jean Vigo, réalisateur français (° 26 avril 1905).
- 6 octobre :  
  - Ferdinand Humbert, peintre français (° 8 octobre 1842).
  - Gabrielle Lévy, neurologue française (° 11 janvier 1886).
  - Henry Provensal, peintre, sculpteur et architecte français (° 18 février 1868).
- 7 octobre : Isaac Israëls, peintre néerlandais (° 3 février 1865).
- 9 octobre : Privat-Antoine Aubouard, militaire français (° 14 août 1874).
- 14 octobre : Mikhaïl Matiouchine, peintre russe puis soviétique (° 1861).
- 17 octobre :
  - François Gonnessiat, astronome français (° 23 mai 1856).
  - Adolf Hölzel, peintre allemand (° 13 mai 1853).
  - Piotr Outkine, peintre symboliste russe puis soviétique (° 9 octobre 1877).
- 19 octobre : Johannes Josephus Aarts, peintre, illustrateur, lithographe, aquafortiste, écrivain, professeur et concepteur de couverture de livre néerlandais (° 18 août 1871).
- 23 octobre : César Simar, coureur cycliste français (° 29 mai 1879).
- 26 octobre : Frantz Seimetz, peintre et écrivain luxembourgeois (° 21 avril 1858).
- 27 octobre :  Leonard Ochtman, peintre impressionniste américain d'origine néerlandaise (° 21 octobre 1854).
- 28 octobre : Manuel Orazi, peintre, illustrateur, affichiste et décorateur français d'origine italienne , de style Art nouveau (° 1860).
- 30 octobre : Louis Lewandowski, peintre polonais (° 25 juillet 1879).
- 31 octobre : Ipolit Strâmbu, peintre roumain (° 18 mai 1871).

### Novembre
- 8 novembre : Nils Forsberg, peintre suédois (° 17 décembre 1842).
- 10 novembre : Henri Veyssade, footballeur français (° 24 janvier 1908).
- 12 novembre : Luis Freg, matador mexicain (° 21 juin 1890).
- 17 novembre : Gabriel Van Dievoet, peintre, décorateur et sgraffitiste belge (° 12 avril 1875).
- 18 novembre : Pietro Gasparri, cardinal italien de la Curie romaine (° 5 mai 1852).
- 20 novembre : Ferenc Borvendég, homme politique hongrois (° 17 novembre 1876).
- 23 novembre : Giovanni Brunero, coureur cycliste italien (°4 octobre 1895).
- 24 novembre : Sem, illustrateur, affichiste, caricaturiste, chroniqueur mondain et écrivain français (° 22 novembre 1863).
- 30 novembre : 
  - Hélène Boucher, aviatrice française (° 23 mai 1908).
  - Alex Bell, footballeur écossais (° 1882).
  - Robert Perks, homme politique britannique (° 24 avril 1849).

### Décembre
- 4 décembre : Albert Besnard, peintre et graveur français (° 2 juin 1849).
- 8 décembre : Robert Brower, acteur américain (° 14 juillet 1850).
- 9 décembre :
  - Hugo Boettinger, peintre austro-hongrois puis tchécoslovaque (° 30 avril 1880).
  - Alceste De Ambris, homme politique et syndicaliste révolutionnaire italien (° 15 septembre 1874).
- 11 décembre : Paul Rougnon, professeur de musique et compositeur français (° 24 août 1846).
- 12 décembre :
  - Oscar Goerke, coureur cycliste sur piste américain (° 10 janvier 1883).
  - George Demetrescu-Mirea, peintre roumain (° 1852).
- 14 décembre : Auguste Laguillermie, peintre et graveur aquafortiste français (° 27 mars 1841).
- 20 décembre : Frank Beal, réalisateur, scénariste et acteur américain (° 11 septembre 1862).
- 23 décembre : Eduardo Torres, organiste, maître de chapelle, chef de chœur, compositeur et critique musical espagnol (° 1872).
- 25 décembre : Eugène Lawrence Vail, peintre franco-américain (° 29 septembre 1857).
- 26 décembre : Joseph-Elzéar Bernier, explorateur de l'Arctique (° 1er janvier 1852).
- 28 décembre : Elizabeth Somers, républicaine, écrivaine et industrielle irlandaise (° 14 octobre 1881).
- 31 décembre : Francis Bourne, cardinal britannique, archevêque de Westminster (° 23 mars 1861).
- ? décembre : Charles Ulm, aviateur et homme d'affaires australien (° 18 octobre 1898).